# Косекі

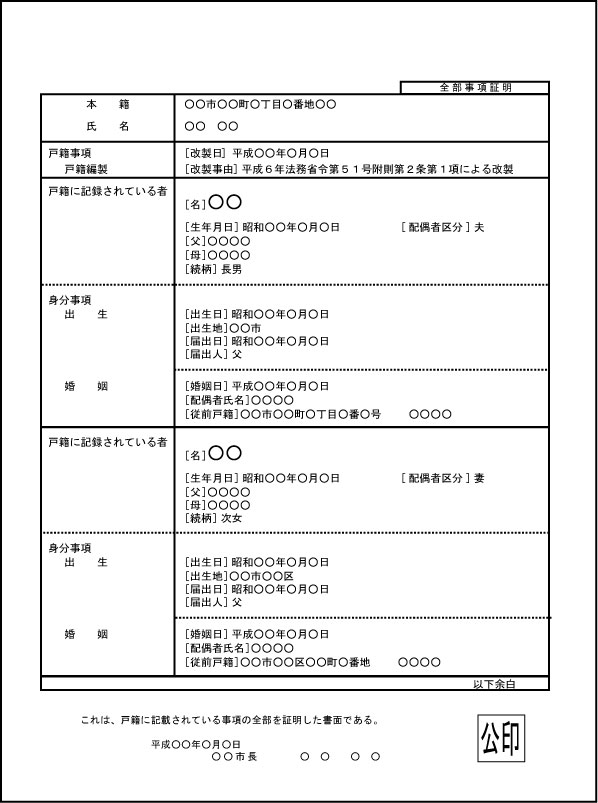
Реєстраційна форма косекі 2008 року.

Косекі (яп. 戸籍, こせき, «подвірний реєстр») — офіційні книги сімейного реєстру в Японії, створені з метою контролю влади над динамікою населення країни.

## Короткі відомості
Досвід використання сімейних реєстірв був запозичений японцями з Китаю у 7 столітті під час реформ Тайка. Мотиви введення таких реєстрів в стародавній Японії невідомі. Серед можливих причин називають бажання влади встановити контроль за населенням заради поповнення армії, покращення системи оподаткування, контролю за народжуваністю тощо. 
Згідно з тогочасною системою ріцурьо, японські чиновники були зобов'язані вести облік населення по дворах (сім'ях). Вони вказували у книгах реєстру голову двору, кількість членів двору, їх вік і стать, кількість членів, що підлягають оподаткуванню, а також розмір державного наділу, що надався правоздатним членам двору в оренду. Такий облік проводився раз на 6 років по всій Японії. Інформація про двори збиралася по селах, повітах, провінціях. Реєстраційні книги повинні були зберігатися 30 років.
Разом із занепадом системи ріцурьо у 10 столітті потреба в «подвірних реєстрах» відпала і централізований облік населення занепав. 
Система косекі була відновлена у 1872 році, в ході реставрації Мейдзі. Одиницею обліку населення залишилася сім'я. Нові реєстри складалися головою сім'ї та містили інформацію про родинні зв'язки членів сім'ї, їхні вік, стать, місце проживання тощо. 
Після Другої світової війни, у 1948 році було прийнято поправку до закону, згідно з якою одиницею обліку косекі стало подружжя. 
Система косекі зберігається в Японії по-сьогодні.